# Shuggie Otis
Shuggie Otis est un guitariste, chanteur, compositeur et producteur américain, notamment de rhythm and blues, né le 30 novembre 1953 à Los Angeles.
Il est le fils du musicien, compositeur et chef d'orchestre américain Johnny Otis (1921-2012).
Musicien précoce, complet et inventif, il marque l'éclosion de la soul psychédélique et il est l'un des principaux inspirateurs du courant acid jazz.
En novembre 2012, il fait une tournée européenne de concerts et donne à cette occasion son tout premier concert en France le 24 novembre, à La Bellevilloise à Paris. En avril 2013 est re-sorti son dernier album Inspiration Information (1974), augmenté de nombreux titres inédits.

## Discographie

### Albums studio
- Al Kooper Introduces Shuggie Otis, CBS, 1969
- Here Comes Shuggie Otis, Epic-CBS, 1970
- Freedom Flight, Epic, 1971
- Inspiration Information, Luaka Bop, 1974
- Inter-Fusion, 2018

### Collaborations
Avec The Johnny Otis Show
- Cold Shot! (1968), Kent Records
- Snatch & The Poontangs (1969), Kent Records
- Cuttin' Up! (1969), Columbia Records
- The Johnny Otis Show Live at Monterey! (1970), Columbia Records
- The New Johnny Otis Show with Shuggie Otis (1981), Alligator Records
- Into the Eighties (1984), Charly Records

Avec Al Kooper
- Kooper Session (1969), Columbia Records

Avec Preston Love
- Preston Love's Omaha-Bar-B-Q (1969), Kent Records

Avec Guitar Slim Green
- Stone Down Blues (1970), Kent Records

Avec Frank Zappa
- Peaches en Regalia de l'album Hot Rats (1969)

### Compilations
- Shuggie's Boogie: Shuggie Otis Plays The Blues (1994), Epic Records / Legacy Recordings
- In Session: Great Rhythm & Blues (2002), Golden Lane Recordsalut tout le monde vous allez bien

### Samples
- "Island Letter" samplé par Digable Planets pour le morceau "For Corners" de l'album Blowout Comb (1994).
- "Strawberry Letter 23" samplé par DJ Quik pour le morceau "Dollaz + Sense" de l'album Safe + Sound (1995).
- "Aht Uh Mi Hed" samplé par Beginner pour le morceau "Liebes Lied" de l'album Bambule (1998).
- "Strawberry Letter 23" samplé par OutKast pour le morceau "Ms. Jackson" de l'album Stankonia (2001).
- "Strawberry Letter 23" samplé par Beyoncé pour le morceau "Be With You" de l'album Dangerously in Love (2003).
- "Rainy Day" samplé par Beyoncé pour le morceau "Gift from Virgo" de l'album Dangerously in Love (2003).
- "Oxford Gray" samplé par RJD2 pour le morceau "Ring Finger" de l'album Since We Last Spoke (2004).
- "Oxford Gray" samplé par Alchemist pour le morceau "B.I.G T.W.I.N.S" de l'album The Grimey Collection (2008).
- "Not Available" samplé par J Dilla pour le morceau "Donuts (Outro)" de l'album Donuts (2006).
- "Sweet Thang" samplé par Criolo pour le morceau "Demorô" de l'album "Ainda Há Tempo" (2006).